# 続・世界猟奇地帯
続・世界猟奇地帯（l Sesso Questo Sconosciuto）は1969年に公開されたイタリア映画である。
1966年の『世界猟奇地帯』の続編的映画だが、監督は当時無名だったマルチェロ・アバローネに交代しメガホンを撮ったモンド映画である。前回は1000ミリの超望遠レンズ、音声録音は2.5キロ離れた場所で収録出来るテレ・ダイナミック・マイクを使用した事で話題になったがより内容を俗っぽくした作りになっている。

## 内容
ピンクの妊婦用救急車をはじめ、北欧とアフリカの性教育事情やストックホルムの裸体レストラン、破廉恥趣味の聖職者やフリーセックスの集会やデンマークの秘宝館などを紹介する。

## スタッフ
- 監督：マルチェロ・アバローネ (Marchllo Avallone)
- 製作：ルチアーノ・マルティーノ (Luciano Martino)
- 撮影：アントン・ジウリオ・ボルケジ (Anton Giulio Borchesi)
- 音楽：ペッピノ・デ・ルーカ (Peppino De Luca)

- 日本語解説：芥川隆行、 宮城千賀子